# Ecstasy of Saint Theresa
The Ecstasy of Saint Theresa je česká hudební skupina, žánrově orientovaná na alternativní hudbu. Jejím zakladatelem je Jan P. Muchow a zpěvačkou Kateřina Winterová.

## Historie
Skupina vznikla na konci roku 1990 ze zbytků skupin Nokturne a Modrý tanky, poté co se k Janu P. Muchowovi přidali Jan Gregar alias „Puding“ a za bicí usedl Petr Wegner. Přítel Petr Macháček do skupiny přivedl zpěvačku Irnu Libowitz, kterou poznal na chmelové brigádě. Nově vzniklá skupina se svém hudebním směřování získala inspiraci v britské kapele My Bloody Valentine, přidala však ještě větší živelnost a snahu o zvukové experimenty.
Své debutové EP Pigment si kapela vydala vlastním nákladem a se stalo jednou z událostí sezóny.[zdroj?] Debutové album Sussurate vydala následující rok u malé firmy Reflex Records. Důležitou roli při nahrávání desky měli především dva muži - Ivo Heger ze skupiny Toyen, který desku produkoval a anglický zvukový inženýr Colin Stuart, který stál za mixážním pultem a plnil i funkci zvukaře a řidiče.
Kapelu si oblíbil moderátor BBC John Peel a měl tak rozhodující vliv na úspěch skupiny v zahraničí.[zdroj?] Tento moderátor pouštěl do britského éteru jejich debutové EP a při své soukromé návštěvě Prahy se neúspěšně snažil skupinu kontaktovat. K setkání později nakonec došlo a Angličan pozval skupinu nahrát respektované John Peel Session. Skupina v Londýně natočila třípísňové EP, které v Británii vyšlo pod názvem Fluidtrance Centauri EP. Žádná česká skupina se před tím, ani potom nedostala v Británii tak vysoko v žebříčku hitparád.[zdroj?] Hudebně už skupina v té době opouštěla od stavění neproniknutelných hlukových kytarových stěn a objektem jejich zájmu se pomalu stávalo samplování zvuků a skladby se více ponořili do ambientních nálad. Ve Velké Británii podepsali smlouvu na pět alb s hudebním vydavatelstvím Go!Disc a skupina pomalu chystala natáčení nového alba, které však bylo opožděno z důvodu ztráty veškerého hudebního vybavení, které bylo odcizeno ze zkušebny.[zdroj?] V té době se taktéž začínaly projevovat stále více i ve vnitřní rozpory, kdy na jedné straně táboru Jan P. Muchow společně se zpěvačkou Irnou skupinu více požadovali experimenty s novými technologiemi, zatímco druhá část kapely Wegner s Gregarem byli příznivci dosavadního, kytarovějšího pojetí hudby. Na albu Free D (Original Soundtrack), které vyšlo v roce 1994 se projevilo Muchowovo pojetí a zavdalo předpoklad, že právě on bude hnacím motorem skupiny i do budoucna. Po odehrání koncertu v pražském Planetáriu se skupina rozpadla. Zpěvačka Irna se vdala v Anglii a Gregar s Wegnerem se začali angažovat ve vlastních projektech. Ze skupiny se stal jednočlenný projekt, který reprezentoval pouze Jan P. Muchow, který už sám ve spolupráci několika britskými hudebníky připravil EP remixů z Free D, nazvané AstralaVista.
Firmu Go!Disc odkoupilo velké hudební vydavatelství PolyGram a nové vedení firmy mělo jiné hudební směrování, které se neslučovalo s materiálem, který připravoval Jan P. Muchow sám. Po složité právní při skupina opustila tento label.
Po více než tříleté odmlce se Jan P. Muchow s novou sestavou vrátil na koncertní pódia. Výraznou pěveckou osobnost našel v herečce Kateřině Winterové, skupinu doplnil o Petra Macháčka a bubeníka Petra Němečka. Již v průběhu přípravy nové desky se hudební směřování rytmické sekce začalo opět vzdalovat představám Jana P. Muchowa a skupina se zúžila na pouze dva kmenové členy – zpěvačku Kateřinu Winterovou a kytaristu a programátora Muchowa. V roce 1999 vyšlo u české pobočky nadnárodního vydavatelství EMI nové album In Dust 3, které se podle očekávání stalo hudební událostí roku 1999 na české klubové scéně.[zdroj?] Nové album přineslo nový, hudebně sofistikovaný výraz, ve kterém se snoubila experimentální elektronika a zaranžované živé nástroje.

## Členové
- Jan P. Muchow — kytara, loops, baskytara
- Kateřina Winterová — zpěv

## Diskografie

### EP a singly
- Pigment e.p. [EP, 1991]
- …fluidtrance centauri… [EP, 1993]
- AstralaVista [EP, 1994]
- Dumb It rmx's [EP, 2000]
- I'm (Not Really) Optimistic [EP, 2002]
- Local Distortion [EP, 2003]
- Happy R [EP, 2003]
- It [EP, 2005]
- Watching Black White Looking [SP, 2006]

### Alba
- Susurrate [LP, 1992]
- Free-D (Original Soundtrack) [LP, 1994]
- In Dust 3 [LP, 1999]
- 4B4 [4xLP, 2001]
- Slowthinking [LP, 2002]
- Thirteen Years In Noises [LP, 2004]
- Watching Black [LP, 2006]

### DVD
- Fastmoving/Slowthinking [DVD, 2003]
- 10.10.10/Live [DVD, Blu-ray, 2011]